# Шмидеберг (Ерцгебирге)
Шмидеберг (њем. Schmiedeberg) општина је у њемачкој савезној држави Саксонија. Једно је од 41 општинског средишта округа Зексише Швајц-Остерцгебирге. Према процјени из 2010. у општини је живјело 4.679 становника. Посједује регионалну шифру (AGS) 14628350.

## Географски и демографски подаци
Шмидеберг се налази у савезној држави Саксонија у округу Зексише Швајц-Остерцгебирге. Општина се налази на надморској висини од 420–560 метара. Површина општине износи 40,8 km². У самом мјесту је, према процјени из 2010. године, живјело 4.679 становника. Просјечна густина становништва износи 115 становника/km².